# 황준호
황준호(1998년 5월 4일 ~ )는 대한민국의 축구 선수이다. 포지션은 수비수이며 현재 K리그2의 부산 아이파크 소속이다.